# Operace Rösselsprung (1944)
Operace Rösselsprung, známá v jugoslávské historiografii jako Výsadek v Drvaru (srbochorvatsky Desant na Drvar/Десант на Дрвар) byla německá ofenziva, provedená v závěrečných měsících druhé světové války. Jejím cílem bylo zlikvidovat odpor na území Balkánu, který představovali především Jugoslávští partyzáni. Byla součástí rozsáhlejší, tzv. Sedmé nepřátelské ofenzívy (srbochorvatsky Sedma neprijateljska ofanziva/Седма непријатељска офанзива).
Operace probíhala od 25. května do 6. června 1944. Za cíl útoku bylo vybráno malé bosenské město Drvar, kde se nacházelo vedení partyzánských jednotek, včetně vrchního velitele Josipa Broze Tita. Den jeho narozenin (25. květen) byl vybrán jako rozhodující datum útoku. Německá Luftwaffe bombardovala město v 5:30 ráno a poté následovaly četné výsadky. Z letišť v Záhřebu, Zrenjaninu a Kraljevu vystartovaly směrem k Drvaru letouny, na jejichž palubách bylo téměř tisíc německých parašutistů. Současně se také daly do pohybu německé jednotky na frontové linii. Druhá vlna výsadku parašutistů následovala po cca šesti hodinách.
Na německé straně se do akce zapojilo 20 000 vojáků (spolu s loajálními jednotkami srbských četniků z Dinarské divize). Partyzánské síly byly slabší.
Kromě likvidace nejvyššího partyzánského vedení bylo cílem německých sil zajmout příslušníky zahraničních misí, které u jugoslávských partyzánů působily (sovětská, americká a britská, mezi Brity byl i syn Winstona Churchilla Randolph). Tím by byly přerušeny styky mezi Spojenci a Titovými jednotkami, což by následně znemožnilo, aby byla na Balkán partyzánům posílána jakákoliv pomoc.
Samo nejvyšší velení partyzánských jednotek se však v okamžiku útoku nacházelo v jeskyni, cca 1 km od města. Přestože ji Němci obléhali, podařilo se jak Titovi, tak i celému partyzánskému velení uprchnout. Uniknout z obklíčení však dokázali jen velmi těsně. Operace proto skončila nezdarem. Partyzánům navíc pomohlo i britské a americké letectvo, které v okamžiku operace vykonalo letecké údery na vojska osy, shromážděná v městech Bihać a Bosanska Krupa. Na jejich sílu nedokázali Němci žádným způsobem odpovědět.
Hlavním úspěchem Němců bylo především ochromení partyzánského vedení po určitou dobu a také vysoké ztráty, které komunisté po útoku zaznamenali. Německá armáda je odhadla na více než 6 000 mrtvých, ve skutečnosti však byly mnohem nižší. Sami Němci přišli během operace o cca 800 mužů. Němcům se podařilo obsadit jak vysílačku, tak i archiv partyzánské armády. Tito 3. června se štábem odletěl na palubě sovětského letounu do Bari v Itálii a následně se vrátil zpět na Balkán, na ostrov Vis.
Jeskyni, ve které se ukrývalo partyzánské vedení, navštěvovaly v době existence Socialistické Jugoslávie četné výpravy. O celé operaci byl natočen v r. 1963 film Desant na Drvar, jeden z mnohých s tematikou partyzánského boje, které v Jugoslávii vznikly. Pokusu Němců o zajetí Tita v Drvaru se věnuje i druhý díl Ozerovovy filmové série Vojáci svobody (1976).